# Takeshi Kurokawa
Takeshi Kurokawa (japanisch 黒川 武; geboren 1. April 1928 in der Präfektur Gumma; gestorben 28. Juli 2021) war ein japanischer Gewerkschafter.

## Leben und Wirken
Takeshi Kurokawa machte 1948 seinen Studienabschluss an der Chūō-Universität in Tokio. Anschließend begann er seine Arbeit bei der „Teito Rapid Transit Authority“ (帝都高速度交通営団, Teito kōsokudo kōtsū eidan), der heutigen Tōkyō Metro, wo er zur führenden Persönlichkeit der Haus-Gewerkschaft wurde. Daneben war er Vorsitzender der „General Federation of Private Railway Workers' Unions of Japan“ (日本私鉄労働組合総連合会, Nihon shitetsu rōdō-kumiai sōren-gōkai), einer führenden Gewerkschaft innerhalb des Gewerkschaftsverbundes „Sōhyō“.
1983 wurde Kurokawa zum Vorsitzendern der Sōhyō gewählt und führe sie durch schwierige Zeiten, als die Macht der eher moderaten Gewerkschaften zunahm. Er spielte eine entscheidende Rolle beide der Zusammenführung von Sōhyō und der konkurrierenden „Rengō“ im Jahr 1989 zur „Zen-Nihon minkan rōdō-kumiai rengokai“ (全日本民間労働組合連合会). Er wurde zum Ratgeber der neuen Organisation ernannt.